# Tricimba minuta
Tricimba minuta är en tvåvingeart som beskrevs av Ismay 1993. Tricimba minuta ingår i släktet Tricimba och familjen fritflugor. Inga underarter finns listade i Catalogue of Life.